# Mord mit Aussicht
Mord mit Aussicht ist eine humoristische Krimiserie („Schmunzelkrimi“) der ARD nach einer Idee von Marie Reiners. Sie handelt von einer Kölner Kriminaloberkommissarin, die in die fiktive Ortschaft Hengasch, Kreis Liebernich, in der Eifel versetzt wird. Die Serie wurde zwischen 2007 und 2014 im Auftrag des WDR von der Kölner Pro GmbH produziert. Seit 2022 zeigt sich die Claussen+Putz Filmproduktion GmbH für die Produktion verantwortlich.
Die Serie in der Originalbesetzung (Caroline Peters als Kommissarin Sophie Haas) endete zunächst 2015 mit dem abendfüllenden Film Ein Mord mit Aussicht. 2022 wurde sie mit neuer Hauptbesetzung (Katharina Wackernagel als Kommissarin Marie Gabler) fortgesetzt.

## Handlung
Die ehrgeizige Kriminaloberkommissarin und überzeugte Großstädterin Sophie Haas wird nicht, wie von ihr erwartet, zur Leiterin des Kölner Morddezernats befördert, sondern in das kleine Eifeldorf Hengasch, Kreis Liebernich, versetzt. Dort mietet ihr Vater, ein Orthopäde im Ruhestand, ein Haus für sie beide an. Neben der ungewohnten Umgebung mit ihren teilweise skurrilen Bewohnern erweist sich auch die Zusammenarbeit mit ihren Kollegen vor Ort, der jungen Polizeimeisterin Bärbel Schmied und dem gutmütigen Polizeiobermeister Dietmar Schäffer, der bei Ehefrau Heike zu Hause keinen leichten Stand hat, als gewöhnungsbedürftig.
Auch ihr Vorgänger als Revierleiter, der pensionierte Hans Zielonka, dessen Sohn Andreas Kommissar in Koblenz ist und ein Auge auf Sophie geworfen hat, mischt sich immer wieder in ihre Ermittlungsarbeit ein. Als ihr Vater einen Herzinfarkt erleidet, wird die polnische Pflegerin Danuta für ihn engagiert, mit der er eine Beziehung beginnt und nach einiger Zeit nach Krakau zieht. Nach der geplatzten Hochzeit von Sophie und Tierarzt Jochen Kauth tritt der „Exil-Hengascher“ Jan Schulte, neben Hans Zielonka Kandidat bei der Bürgermeisterwahl, in ihr Leben. Am Schluss der dritten Staffel wird Bärbel Schmied Mutter.

### Staffel 1

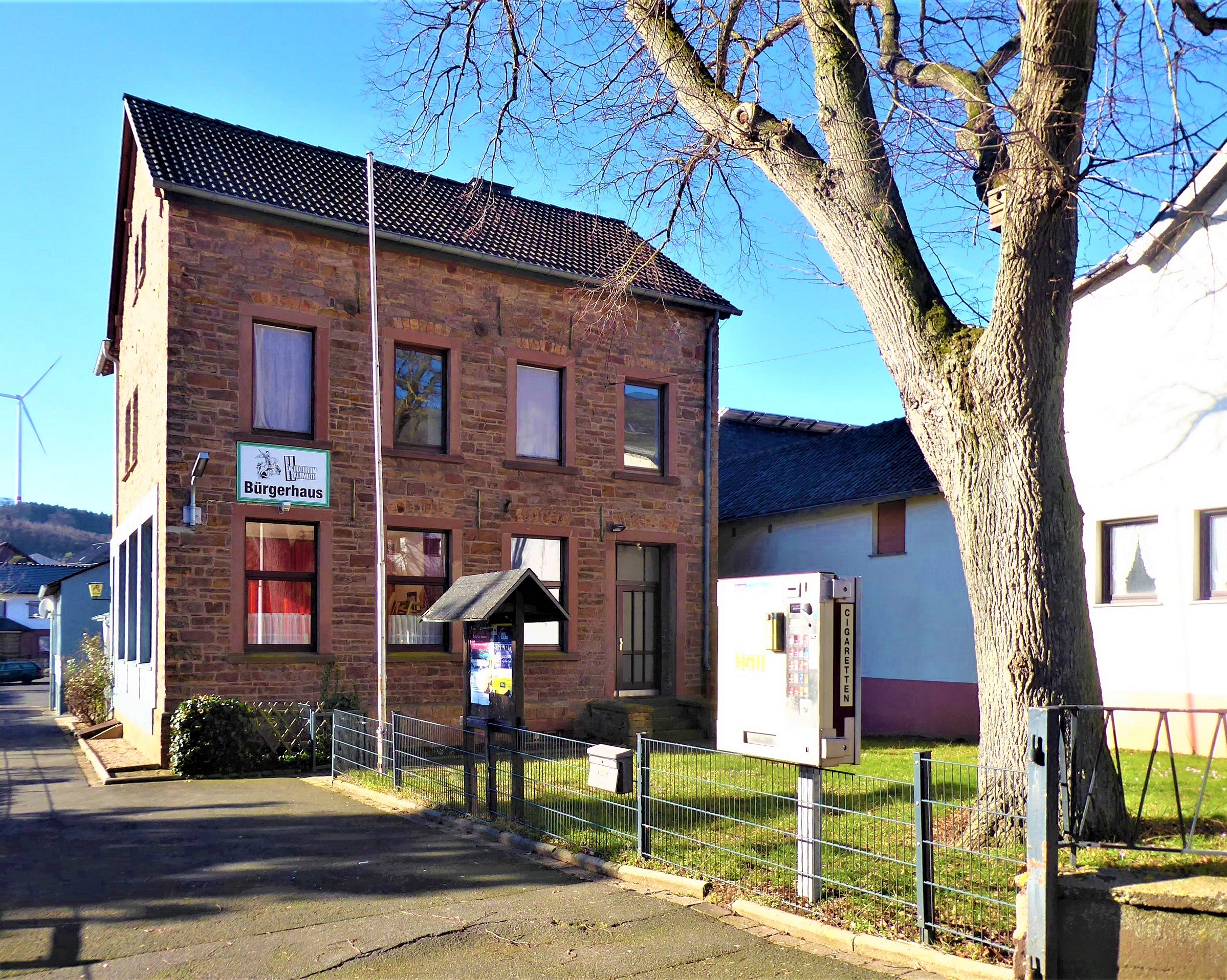
Das Bürgerhaus in Kallmuth diente in der ersten Staffel als Kulisse für das Polizeirevier Hengasch

Sophie Haas wird an Stelle einer erwarteten Beförderung zur Leiterin des Kölner Morddezernats nach Hengasch in der Eifel versetzt; dort wird sie die Vorgesetzte der Dorfpolizisten Dietmar Schäffer und Bärbel Schmied. In Ermangelung spannender Fälle beginnt sie in einem jahrzehntealten ungeklärten Vermisstenfall ihres Vorgängers Hans Zielonka zu ermitteln und deckt darin einen Kriminalfall auf, den sie löst. Ihr Vater Hannes mietet indes das alte Forsthaus für die beiden.
Im Fall eines Mordes bei einer Kapelle genau auf der Grenze zwischen Nordrhein-Westfalen und Rheinland-Pfalz ermittelt sie gemeinsam mit Andreas Zielonka, dem Sohn ihres Vorgängers, der in Koblenz bei der Kriminalpolizei tätig ist. Die beiden kommen einander näher, bevor Andreas überraschend zu einer sechsmonatigen Fortbildung nach Kanada aufbricht.
Bald darauf geht sie eine Beziehung mit dem Tierarzt Jochen Kauth ein, die jedoch an ihrem mangelnden Bindungswillen zunächst wieder zerbricht. Zum Finale der ersten Staffel wird sie von dem Vorgesetzten, der sie nach Hengasch versetzt hatte, in den Kölner Zoo gerufen, um die Geiselnahme eines Kragenbären zu einem guten Ende zu bringen. Dabei löst sie wiederum einen Altfall, und ihr wird die Rückkehr nach Köln angeboten.

### Staffel 2

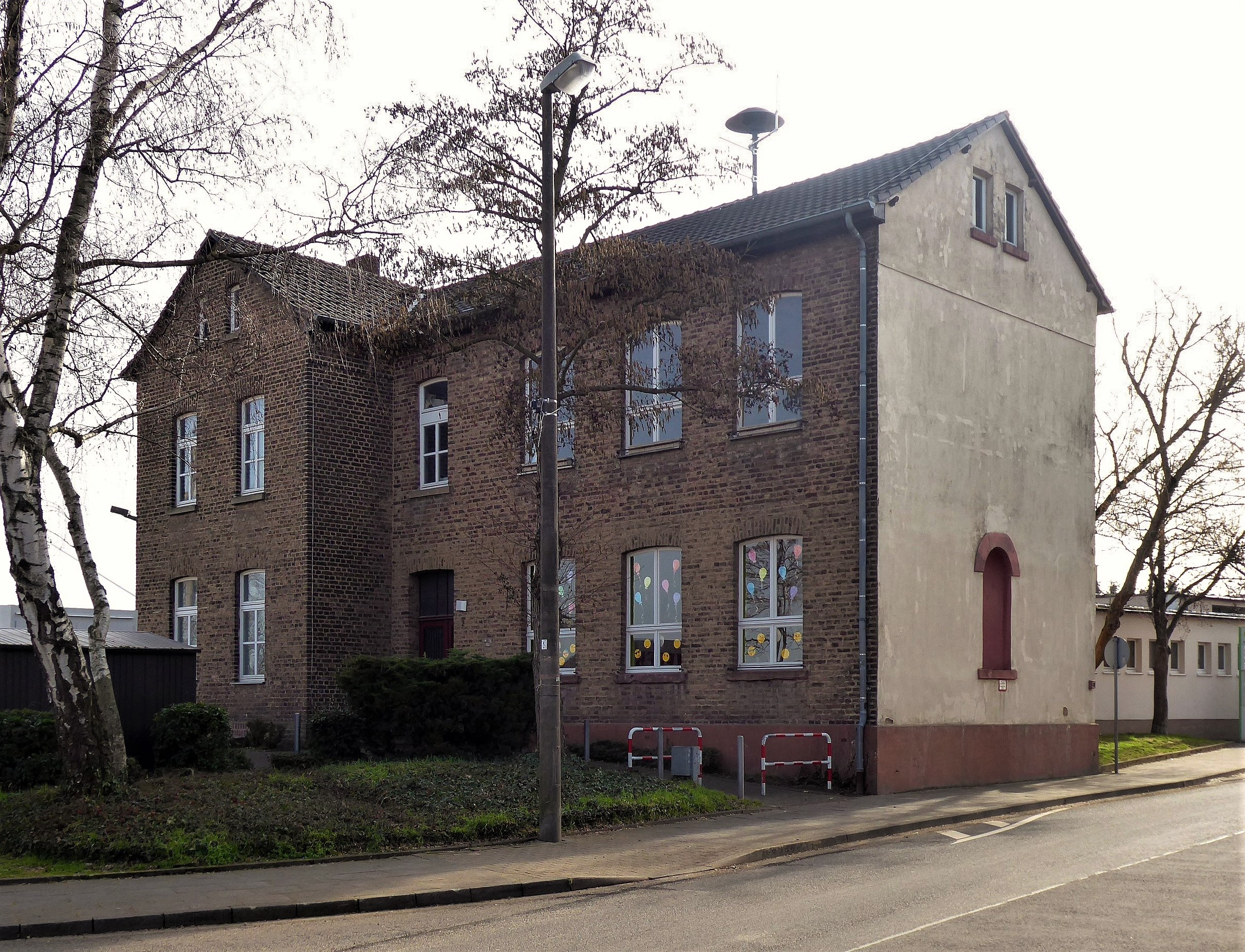
Die Alte Schule in Hemmerich diente in der zweiten und dritten Staffel als Kulisse für das Polizeirevier Hengasch

Hannes Haas erleidet einen Herzinfarkt, woraufhin es unmöglich wird, dass er Sophie seine Wohnung in Köln überlässt, um selbst alleine in Hengasch zu wohnen. Daher muss sie kurzentschlossen ihre Stelle in Hengasch behalten; zur Pflege ihres Vaters wird die polnische Pflegerin Danuta engagiert. Dietmar wird mit dem plötzlichen Auftauchen seiner Jugendliebe Katja konfrontiert, die damit für Streit im Hause Schäffer sorgt, der auch ihre baldige Abreise noch überdauert. Erst durch einen kommunikativen Trick schafft es Dietmar Schäffer, seine Frau Heike wieder wohlgesinnt zu stimmen. Später in der Staffel gerät Dietmar selbst in Verdacht, Wertgegenstände der Feuerwehr gestohlen zu haben, zumal ihm Michael Frenken, Bärbels neuer Freund, das Diebesgut in die Schreibtischschublade schmuggelt. Durch einen wiedererkannten Geldschein wird Frenken überführt.
Sophie Haas startet gegen Ende der zweiten Staffel mit Jochen Kauth einen neuen Versuch des Zusammenlebens, der in einem Heiratsantrag gipfelt. Sophie nimmt ihn nach einiger Bedenkzeit an; die Hochzeit scheitert am Staffelende dennoch, weil sich mitten in der Zeremonie herausstellt, dass es sich bei der Standesbeamtin um die Juwelendiebin Marilyn handelt, die Sophie schon zweimal entwischt war. Auch diesmal entkommt sie vorerst.

### Staffel 3

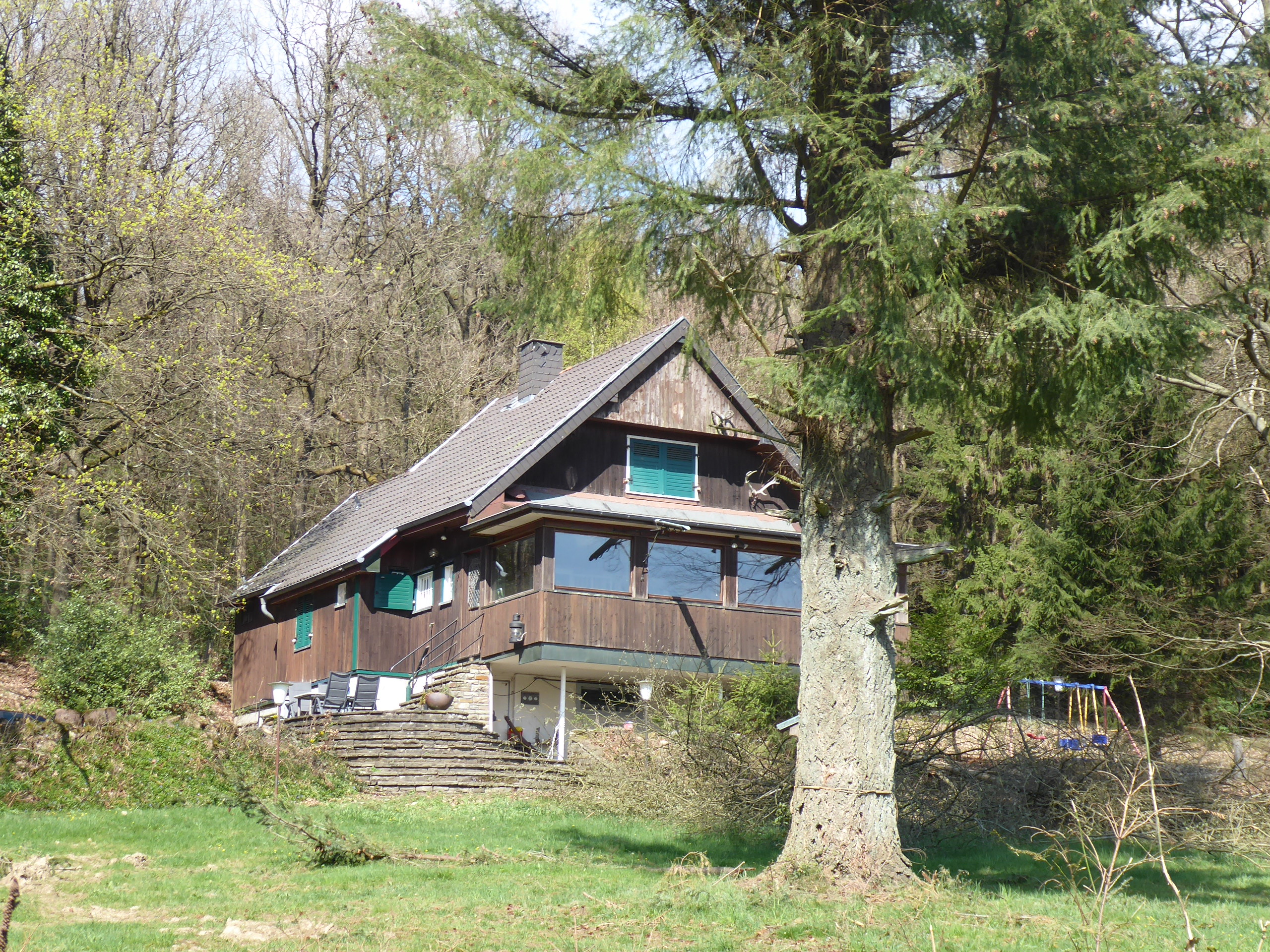
Das Forsthaus Heckhaus in Much diente als Kulisse für das Wohnhaus von Sophie Haas

Die noch Stunden dauernde Verfolgungsjagd der Juwelendiebin führt zur Ergreifung, während Hannes Haas mit Danuta überraschend nach Krakau zieht und Sophie und Jochen das Forsthaus überlässt; Jochen möchte jedoch vorerst Abstand von Sophie gewinnen. Der Bürgermeister Hans Zwanziger bringt die Rathauspraktikantin Ines um, da sie ihn mit Wissen um eine von ihm erwirkte illegale Baugenehmigung erpressen wollte. Als Nachfolger empfiehlt Zwanziger den soeben zurückgekehrten gebürtigen Hengascher Jan Schulte, der sich eine großangelegte Zukunftsplanung Hengaschs, u. a. in wirtschaftlicher Hinsicht, zum Ziel macht. Ebenfalls als Kandidat meldet sich Hans Zielonka, der jedoch bei der Wahl unterliegt.
Dietmars Mutter Irmtraud taucht überraschend bei Dietmar und Heike auf, weil ihr eigenes Haus unbewohnbar wurde. Sie sorgt für große Turbulenzen, zieht nach einiger Zeit zu Tante Klärchen, von wo sie allerdings bald zurückkehrt. Sie wird daraufhin bei Hans Zielonka einquartiert, mit dem sie sich schon von früher her so gut versteht, dass Dietmar fürchtet, Zielonkas Sohn zu sein. Sophie und Jochen befinden sich bald zum dritten Mal im Beziehungsstatus, auch wenn sie dies weder nach außen noch sich selbst eingestehen wollen. Sophie wird auch vom neuen Bürgermeister Jan Schulte umworben, was bald in einer Beziehung mündet. Nach einem One-Night-Stand mit ihrem Bekannten Timo wird Bärbel schwanger und entschließt sich, das Kind zu behalten, aber keine Beziehung mit Timo zu beginnen.

### Staffel 4
Einige Jahre sind vergangen und zum Revier in Hengasch gehören inzwischen Polizeioberkommissar Heino Fuß und Kommissaranwärterin Jennifer Dickel, denen in der ersten Folge der vierten Staffel Kriminalhauptkommissarin Marie Gabler als Vorgesetzte zugeteilt wird. Als Erklärung für das Ausscheiden der beiden vorherigen Polizisten wird angegeben, dass Dietmar Schäffer bei einem Einsatz ums Leben kam, als er den Verkehr auf Anweisung von Kommissarin Haas regelte und Bärbel Schmied aus Versehen alle Ampeln gleichzeitig auf Grün stellte. Schmied habe daraufhin den Dienst quittiert. Heike Schäffer bemuttert seit dem Tod ihres Mannes nun den alleinstehenden Heino und dessen Sohn Otmar, wovon sie sich eine engere Beziehung mit Heino zu erhoffen scheint.
Ähnlich wie ihre Vorgängerin Sophie Haas hat auch die aus Köln strafversetzte Marie Gabler zunächst keinen leichten Start mit den beinah xenophobischen Hengaschern. Nach den ersten gelösten Fällen wird sie jedoch insbesondere von der begeisterungsfähigen Jennifer Dickel zunehmend für ihre Kompetenz verehrt. In Schweinezüchter Gisbert Cremer findet Gabler zwar nicht den vermuteten Mörder, doch dafür einen verlässlichen Freund und Partner, der das Leben in Hengasch erträglicher macht. Die beiden beginnen eine romantische Beziehung. Im Verlauf der Staffel werden allmählich die Hintergründe für Gablers Versetzung aufgedeckt. Schließlich bietet ihr ehemaliger Vorgesetzter eine Rückkehr nach Köln an, jedoch soll Gabler dafür eine andere Kollegin belasten. Obwohl Marie liebend gerne Hengasch den Rücken zukehren würde, entscheidet sie sich gegen den Verrat an ihrer Kollegin.

### Staffel 5
Als Marvin Hartwigsen von der Polizeidirektion im Rahmen einer Effizienzprüfung damit droht, die Wache wegen der ohnehin niedrigen Kriminalität vor Ort zu schließen, nehmen die Hengascher die Sache als Arbeitskreis „Furcht und Schrecken“ kurzerhand selbst in die Hand. Schnell wird aus Spaß jedoch Ernst, als plötzlich neben dem imaginären Feuerteufel auch ein echter Bombenleger am Werk ist. Hartwigsen ist damit vorerst besänftigt, entpuppt sich allerdings später zusammen mit Feuerwehrchef Arthur Brandt als fanatischer Anhänger von Außerirdischen. Doch als sich das vermeintlich in Hengasch abgestürzte UFO als chinesische Überwachungsdrohne herausstellt, erleidet Hartwigsen einen psychotischen Anfall. Von Hengasch endgültig enttäuscht, nutzt Hans Zielonka diese Gelegenheit, um sich für seinen Ruhestand nach China abzusetzen. 
Heike Schäffer übernimmt daraufhin den Vorsitz des Schiedsamts. Heinos Frau Renate, die er lange für tot gehalten hat, kehrt überraschend nach Hengasch zurück, allerdings nur vorübergehend. Jennifer Dickel fiebert ihrem Traum, Teil der Reiterstaffel zu sein, entgegen, aber ihre Bewerbung wird abgelehnt. Marie Gabler vollzieht die Scheidung von ihrem Ex-Mann Klaus, um sich mit Gisbert in Köln ein neues Leben aufzubauen. Ihre Beziehung wird jedoch auf eine harte Probe gestellt, als Gisbert, der inzwischen medial Bekanntheit als „Wutbauer“ erlangt hat, zur Talkshow Hart und gereizt eingeladen wird. Außerdem muss Marie feststellen, dass ihr altes Kommissariat nun ausgerechnet unter der Leitung des rehabilitierten Hartwigsen steht. Verzweifelt hofft sie, durch die Festnahme einer gefährlichen Drogenschmugglerin zurück nach Köln zu dürfen, doch auch die Aufklärung dieses Falls beansprucht Hartwigsen für sich.

## Ende des Originals und Fortsetzung
Das Ende der Serie war wesentlich begründet durch den Ausstieg des Hauptdarstellers Bjarne Mädel. Auch wenn Mädel seine Aussage in der Süddeutschen Zeitung, er höre wegen des lieblosen Umgangs mit der Serie auf (zunehmend gekürzte Drehzeiten und Budgets, kein kreativer Umgang mit dem Serienkonzept, schwächere Drehbücher), später relativierte, vermochte es die ARD nicht, Bedingungen zu schaffen, unter denen sich der Erfolg hätte fortsetzen lassen. Die Erfinderin der Serie und Autorin der ersten Staffel, Marie Reiners, solidarisierte sich via Facebook mit Mädel und erklärte, aus ähnlichen Gründen ausgestiegen zu sein.
Im Januar 2021 wurde bekanntgegeben, dass die Reihe nach acht Jahren Pause ohne Peters, Mädel und Droste fortgesetzt werde. In der vierten Staffel klären Katharina Wackernagel als Kommissarin Marie Gabler, Sebastian Schwarz als Polizeioberkommissar Heino Fuß und Eva Bühnen als Kommissaranwärterin Jennifer Dickel die Fälle in Hengasch auf. Seit der vierten Staffel ist Johannes Rotter als Headautor für die Drehbücher verantwortlich.
Einige Schauspieler und Nebenfiguren aus den ersten drei Staffeln blieben erhalten, so Petra Kleinert als Heike Schäffer, Michael Hanemann als Ex-Polizist Hans Zielonka und Patrick Heyn als Dr. Bechermann. Die Dreharbeiten zur vierten Staffel mit zunächst sechs Folgen begannen Ende Mai 2021 und wurden Mitte August 2021 beendet. Die ersten beiden Folgen wurden am 8. März 2022 ausgestrahlt und waren mit einem Marktanteil von 24,5 % und nahezu sieben Millionen Zuschauern sehr erfolgreich.
In mehreren Medien wurde die Neuauflage der Serie allerdings scharf kritisiert. So schrieb beispielsweise die Süddeutsche Zeitung: „Und wieder einmal zeigt sich: Eine einmalige Produktion wie diese, [sic!] lässt sich nicht so einfach wiederbeleben.“
Verschiedene Rezensenten lobten aber auch die Neuauflage. So schrieb Rainer Tittelbach: „Die sechs, in Tonlage und Gangart sehr abwechslungsreichen Folgen mit ihren Schmunzel-Jokes, den Running Gags, den amüsanten Hengascher Eigenheiten und einem eher beiläufigen, nie überpointierten Sprachwitz bleiben aber gute Familien-Unterhaltung und sind eine deutliche Bereicherung für den ARD-Seriensendeplatzes am Dienstag. Nachschub wünschenswert.“
Und Markus Ehrenberg schreibt im Tagesspiegel: „Natürlich schweben Peters, Droste und Mädel immer noch über allem, aber Wackernagel, Schwarz und Bühnen machen das gut, finden meistens den richtigen Ton und Gestus zwischen Adaption und nuanciertem Anderssein.“
Am 17. August 2022 bestätigte die ARD die Produktion einer weiteren Staffel mit denselben Hauptdarstellern wie in der 4. Staffel. Für 2023 waren Dreharbeiten erneut in Olpe geplant. Ab dem 16. April 2024 wurde die 5. Staffel mit 13 neuen Episoden ausgestrahlt. Am 6. Januar 2025 gab der WDR Fiktionschef Alexander Bickel, eine Verlängerung der Serie für eine 6. Staffel bekannt, welche ab Ende dieses Jahres gedreht und im Jahr 2027 ausgestrahlt werden soll.

## Ausstrahlung

### Ausstrahlung in Deutschland

#### Erste Staffel
Die Dreharbeiten zur ersten Staffel begannen ab Ende Juli 2007. Diese Staffel mit sechs Folgen lief vom 7. Januar bis zum 18. Februar 2008 montags um 20:15 Uhr im Ersten.
Eine Auflistung gemessener Einschaltquoten und Marktanteile der ersten Staffel veranschaulicht folgende Tabelle:
| Datum                        | Zuschauer | Zuschauer       | Marktanteil | Marktanteil     | Quellen |
| Datum                        | Gesamt    | 14 bis 49 Jahre | Marktanteil | Marktanteil     | Quellen |
| Datum                        | Gesamt    | 14 bis 49 Jahre | Gesamt      | 14 bis 49 Jahre | Quellen |
| ---------------------------- | --------- | --------------- | ----------- | --------------- | ------- |
| 7. Januar 2008 (erste Folge) | 3,89 Mio. | –               | –           | 6,6 %           | [ 20 ]  |
| 14. Januar 2008              | 4,07 Mio. | 0,77 Mio.       | 12,2 %      | 5,8 %           | [ 21 ]  |
| 21. Januar 2008              | 2,90 Mio. | 0,69 Mio.       | 8,5 %       | 4,9 %           | [ 22 ]  |
| 28. Januar 2008              | 2,33 Mio. | 0,56 Mio.       | 6,8 %       | 4,0 %           | [ 23 ]  |
| 18. Februar 2008 (Finale)    | 3,56 Mio. | –               | 10,6 %      | 5,7 %           | [ 24 ]  |

Zwar waren auf diesem Sendeplatz die Einschaltquoten eher enttäuschend, aufgrund der positiven Resonanz wurde die Serie dennoch fortgesetzt.
Nach zweijähriger Pause wurden im Herbst 2009 sieben neue Folgen abgedreht. Zunächst wurden ab dem 18. Mai 2010 zunächst die bisherigen sechs Folgen als Wiederholung gesendet. Ab dem 6. Juli 2010 erfolgte schließlich die Ausstrahlung der neuen Folgen. Die erste neue Folge konnte, obwohl zeitgleich das Halbfinale der Fußball-Weltmeisterschaft 2010 lief, erfolgreiche Quoten vorweisen. Auch bei späteren Veröffentlichungen galten die neuen Folgen ebenso als Teil der ersten Staffel.
| Datum                    | Zuschauer | Zuschauer       | Marktanteil | Marktanteil     | Quellen |
| Datum                    | Gesamt    | 14 bis 49 Jahre | Marktanteil | Marktanteil     | Quellen |
| Datum                    | Gesamt    | 14 bis 49 Jahre | Gesamt      | 14 bis 49 Jahre | Quellen |
| ------------------------ | --------- | --------------- | ----------- | --------------- | ------- |
| 6. Juli 2010             | 3,51 Mio. | –               | 11,3 %      | 4,3 %           | [ 26 ]  |
| 20. Juli 2010            | 4,76 Mio. | 0,88 Mio.       | 20,2 %      | 9,9 %           | [ 27 ]  |
| 2. August 2010           | 5,47 Mio. | 1,15 Mio.       | 19,6 %      | 10,8 %          | [ 28 ]  |
| 17. August 2010          | 6,21 Mio. | 1,36 Mio.       | 20,5 %      | 11,9 %          | [ 29 ]  |
| 24. August 2010 (Finale) | 5,94 Mio. | –               | 20,3 %      | 10,3 %          | [ 30 ]  |

#### Zweite Staffel
Aufgrund der rasant gestiegenen Quoten verkündete der Sender am 30. September 2010, dass 13 weitere Folgen in Auftrag gegeben worden seien. Die Dreharbeiten dauerten von Juni bis September 2011 sowie von Februar bis Juli 2012. Die zweite Staffel wurde ab dem 28. August 2012 im Ersten erneut dienstags 20:15 Uhr gesendet.
| Datum                     | Zuschauer | Zuschauer       | Marktanteil | Marktanteil     | Quellen |
| Datum                     | Gesamt    | 14 bis 49 Jahre | Marktanteil | Marktanteil     | Quellen |
| Datum                     | Gesamt    | 14 bis 49 Jahre | Gesamt      | 14 bis 49 Jahre | Quellen |
| ------------------------- | --------- | --------------- | ----------- | --------------- | ------- |
| 28. August 2012           | 5,63 Mio. | 0,99 Mio.       | 19,8 %      | 9,3 %           | [ 35 ]  |
| 4. September 2012         | 5,54 Mio. | –               | –           | 9,9 %           | [ 36 ]  |
| 18. September 2012        | 5,13 Mio. | –               | –           | 8,9 %           | [ 37 ]  |
| 25. September 2012        | 5,66 Mio. | –               | 18,2 %      | 8,7 %           | [ 38 ]  |
| 2. Oktober 2012           | 5,80 Mio. | 1,33 Mio.       | 19,3 %      | 12,0 %          | [ 39 ]  |
| 9. Oktober 2012           | 5,79 Mio. | –               | –           | –               | [ 40 ]  |
| 23. Oktober 2012          | 5,84 Mio. | –               | –           | –               | [ 41 ]  |
| 30. Oktober 2012          | 6,74 Mio. | 1,3 Mio.        | 20,5 %      | 10,5 %          | [ 41 ]  |
| 13. November 2012         | 6,28 Mio. | –               | 19,0 %      | 10,8 %          | [ 42 ]  |
| 27. November 2012         | 6,44 Mio. | –               | 20,0 %      | 12,1 %          | [ 43 ]  |
| 4. Dezember 2012 (Finale) | 6,55 Mio. | –               | –           | ~ 12,0 %        | [ 44 ]  |

#### Dritte Staffel
Bereits zum Ende der vergangenen Staffel wurde eine Verlängerung der Serie um weitere 13 Folgen angekündigt. Am 4. Juni 2013 begannen die Dreharbeiten.
| Datum                      | Zuschauer | Zuschauer       | Marktanteil | Marktanteil     | Quellen       |
| Datum                      | Gesamt    | 14 bis 49 Jahre | Marktanteil | Marktanteil     | Quellen       |
| Datum                      | Gesamt    | 14 bis 49 Jahre | Gesamt      | 14 bis 49 Jahre | Quellen       |
| -------------------------- | --------- | --------------- | ----------- | --------------- | ------------- |
| 9. September 2014          | 7,02 Mio. | –               | 23,7 %      | 14,7 %          | [ 46 ]        |
| 16. September 2014         | 5,93 Mio. | –               | 20,5 %      | 14,7 %          | [ 46 ] [ 47 ] |
| 23. September 2014         | 6,47 Mio. | 1,43 Mio.       | 21,2 %      | 12,3 %          | [ 48 ]        |
| 30. September 2014         | 5,91 Mio. | –               | 19,6 %      | 10,9 %          | [ 49 ]        |
| 7. Oktober 2014            | 6,75 Mio. | 1,64 Mio.       | 21,2 %      | 13,8 %          | [ 50 ]        |
| 14. Oktober 2014           | 5,54 Mio. | 1,47 Mio.       | 17,7 %      | 12,8 %          | [ 51 ]        |
| 21. Oktober 2014           | 6,75 Mio. | –               | 21,3 %      | –               | [ 46 ]        |
| 4. November 2014           | 6,70 Mio. | 1,60 Mio.       | 21,1 %      | –               | [ 46 ] [ 52 ] |
| 11. November 2014          | 6,29 Mio. | 1,43 Mio.       | 20,0 %      | 12,6 %          | [ 46 ] [ 52 ] |
| 25. November 2014          | 7,22 Mio. | 1,57 Mio.       | 22,7 %      | 13,1 %          | [ 53 ]        |
| 2. Dezember 2014           | 6,47 Mio. | 1,39 Mio.       | 20,9 %      | 12,6 %          | [ 54 ]        |
| 9. Dezember 2014           | 6,40 Mio. | –               | 20,1 %      | 12,6 %          | [ 55 ]        |
| 16. Dezember 2014 (Finale) | 6,75 Mio. | 1,43 Mio.       | 21,4 %      | 12,6 %          | [ 56 ]        |

Mit durchschnittlich 6,52 Millionen Zuschauern und 20,9 Prozent Marktanteil war Mord mit Aussicht 2014 die meistgesehene Fernsehserie Deutschlands.

#### Spielfilm
Bis zum 11. Dezember 2014 liefen in Köln und Umgebung die Dreharbeiten zum 90-minütigen Spielfilm Ein Mord mit Aussicht.
| Datum             | Zuschauer | Zuschauer       | Marktanteil | Marktanteil     | Quellen |
| Datum             | Gesamt    | 14 bis 49 Jahre | Marktanteil | Marktanteil     | Quellen |
| Datum             | Gesamt    | 14 bis 49 Jahre | Gesamt      | 14 bis 49 Jahre | Quellen |
| ----------------- | --------- | --------------- | ----------- | --------------- | ------- |
| 28. Dezember 2015 | 5,97 Mio. | 1,45 Mio.       | 18,1 %      | –               | [ 59 ]  |

Der Sender bestätigte im Sommer 2015, dass sich die Serie in einer kreativen Pause befindet und auch nach Ausstrahlung des Films keine neuen Folgen geplant sind.

#### Vierte Staffel
Regie der neuen Staffel führte Markus Sehr. Ab März 2022 wurden sechs neue Folgen, erneut dienstags zur Primetime, gesendet. Die ersten beiden erfolgten als Ausstrahlung in einer Doppelfolge.
| Datum                   | Zuschauer | Zuschauer       | Marktanteil | Marktanteil     | Quellen       |
| Datum                   | Gesamt    | 14 bis 49 Jahre | Marktanteil | Marktanteil     | Quellen       |
| Datum                   | Gesamt    | 14 bis 49 Jahre | Gesamt      | 14 bis 49 Jahre | Quellen       |
| ----------------------- | --------- | --------------- | ----------- | --------------- | ------------- |
| 8. März 2022            | 6,89 Mio. | –               | 24,0 %      | 14,0 %          | [ 62 ]        |
| 8. März 2022            | 6,43 Mio. | –               | 24,5 %      | 11,7 %          | [ 62 ]        |
| 15. März 2022           | 5,90 Mio. | 0,64 Mio.       | 20,3 %      | 9,8 %           | [ 62 ]        |
| 22. März 2022           | 5,61 Mio. | 0,77 Mio.       | 19,3 %      | 11,3 %          | [ 62 ] [ 63 ] |
| 5. April 2022           | 5,52 Mio. | 0,68 Mio.       | 19,1 %      | 10,1 %          | [ 62 ]        |
| 12. April 2022 (Finale) | 5,16 Mio. | 0,47 Mio.       | 19,8 %      | 8,7 %           | [ 64 ]        |

#### Fünfte Staffel
Im August 2022 bestätigte der Rundfunkrat des WDR eine weitere Staffel der Serie. Claussen+Putz Filmproduktion produziert bis November 2023 die 13 neuen Folgen.
| Datum                                       | Zuschauer | Zuschauer       | Marktanteil | Marktanteil     | Quellen       |
| Datum                                       | Gesamt    | 14 bis 49 Jahre | Marktanteil | Marktanteil     | Quellen       |
| Datum                                       | Gesamt    | 14 bis 49 Jahre | Gesamt      | 14 bis 49 Jahre | Quellen       |
| ------------------------------------------- | --------- | --------------- | ----------- | --------------- | ------------- |
| 16. April 2024                              | 5,81 Mio. |                 | 22,7 %      | 14,8 %          | [ 67 ] [ 68 ] |
| 23. April 2024                              | 4,31 Mio  | 0,51 Mio        | 16,7 %      | 10,2 %          | [ 68 ]        |
| 30. April 2024                              | 3,35 Mio  |                 | 17,4 %      | 9,7 %           | [ 69 ] [ 70 ] |
| 7. Mai 2024                                 | 3,69 Mio  |                 | 15,9 %      | 12,0 %          | [ 69 ] [ 71 ] |
| 14. Mai 2024                                | 3,58 Mio. |                 | 16,1 %      |                 | [ 69 ]        |
| 21. Mai 2024                                | 3,66 Mio. | 380.000         | 15,3 %      | 8,4 %           | [ 72 ]        |
| 28. Mai 2024 (Letzte Folge vor Sommerpause) | 3,48 Mio. | 340.000         | 14,6 %      | 7,5 %           | [ 73 ]        |
| 3. September 2024                           | 3,42 Mio. | 420.000         | 15,8 %      | 11,5 %          | [ 74 ] [ 75 ] |
| 10. September 2024                          | 3,02 Mio. | –               | 12,0 %      | 7,5 %           | [ 76 ] [ 77 ] |
| 17. September 2024                          | 3,26 Mio. | –               | 14,3 %      | 8,3 %           | [ 78 ]        |
| 24. September 2024                          | 3,78 Mio. | –               | 16,2 %      | 8,9 %           | [ 79 ]        |
| 8. Oktober 2024                             | 3,95 Mio. | –               | 16,0 %      | 9,8 %           | [ 80 ]        |
| 15. Oktober 2024 (Staffelfinale)            | 3,94 Mio. | 500.000         | 16,2 %      | 10,3 %          | [ 81 ] [ 82 ] |

### Ausstrahlung in weiteren Ländern
2013 sendete ORF2 Teile, 2014 alle Folgen der ersten Staffel der Serie. Die erste Staffel lief bei Rai 1 auch auf Italienisch, unter dem Titel Homicide Hills – Un Commissario In Campagna.
Im Herbst 2016 wurde in Estland die gesamte Serie von Eesti Rahvusringhääling (ERR) im Original mit estnischen Untertiteln gesendet.

### Weitere Veröffentlichungen
Die ersten sechs Folgen der Serie sind am 26. September 2008 als Dreier-DVD-Box beim Verlag ARD Video erschienen. Seit dem 15. November 2010 sind auch die Folgen 7–13 als Dreier-DVD-Box erhältlich. Stand 2022 sind die ersten drei Staffeln und der damals hierzu abschließende Spielfilm staffelweise bzw. einzeln (Spielfilm) und als Gesamtbox auf DVD und Blu-ray auf dem Markt.

## Drehorte

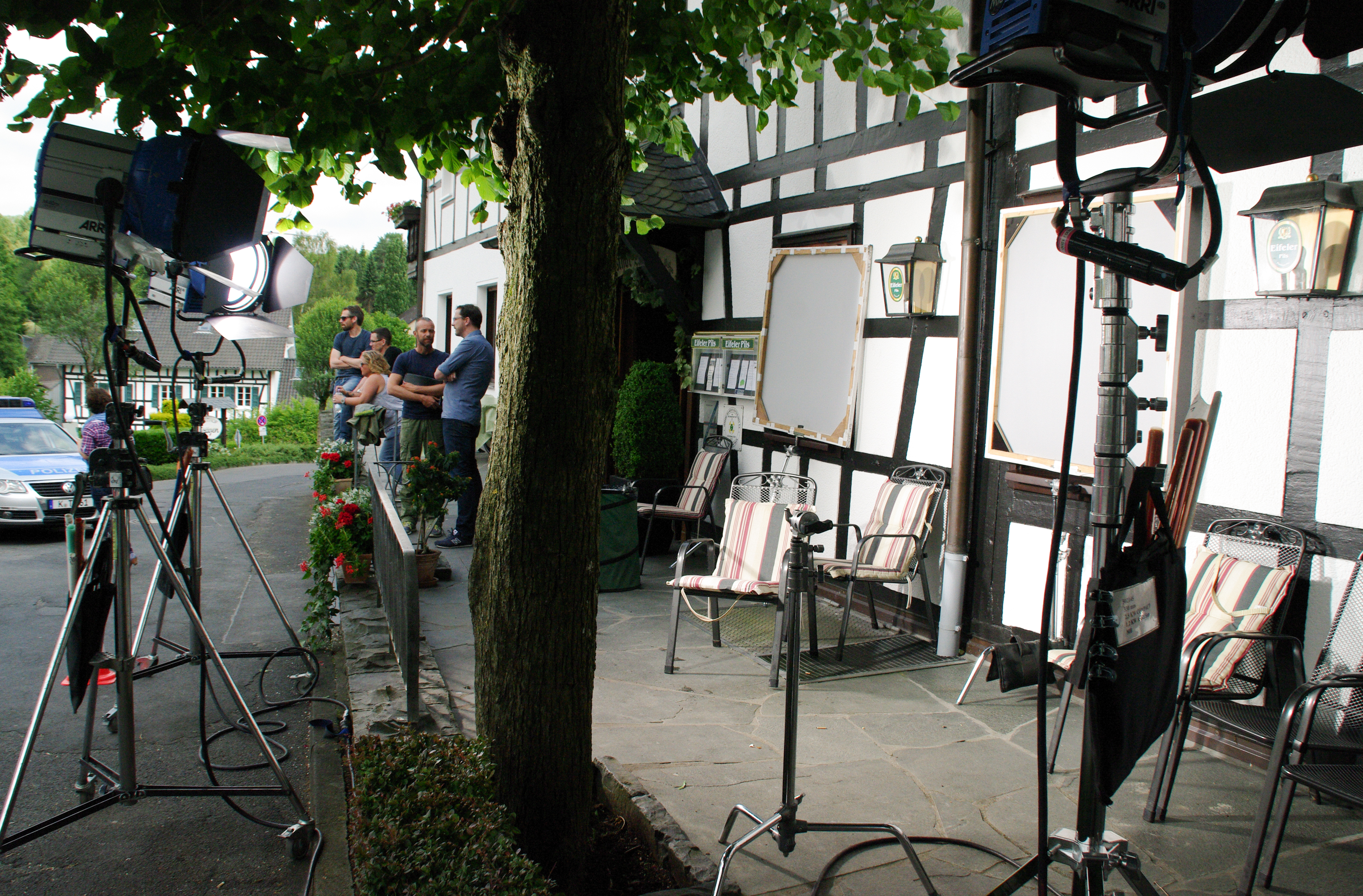
Set am Gasthof Röttgen in Neunkirchen-Seelscheid, in der Serie der Gasthof Aubach (2014)

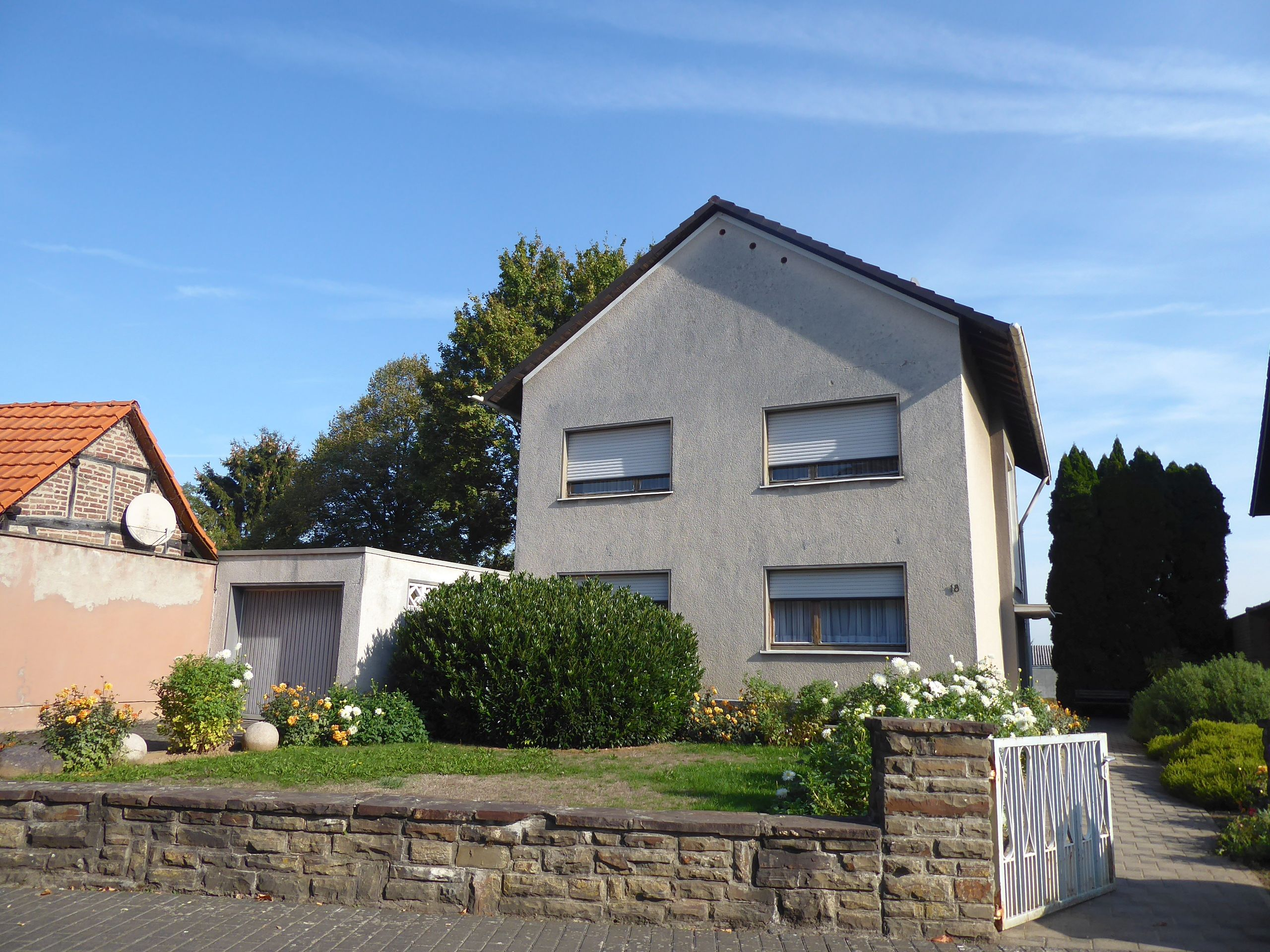
Ein Gebäude in Bornheim-Walberberg diente als Drehort für das Wohnhaus von Hans Zielonka

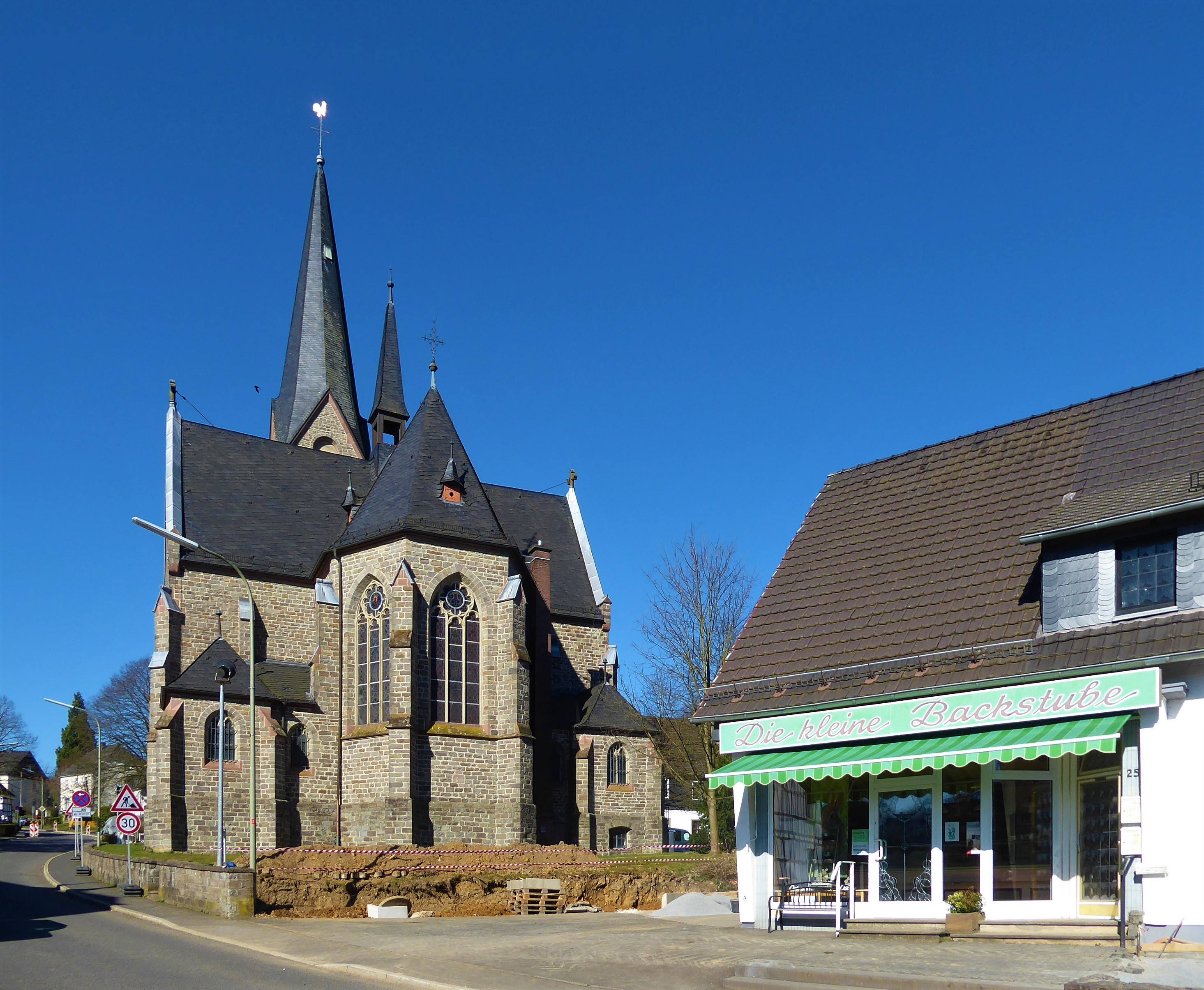
Kürten-Olpe, eine häufig genutzte Perspektive für Dreharbeiten in der 4. Staffel. Die Bäckerei auf der rechten Bildseite dient als Drehort für den fiktiven Dönerimbiss von Hengasch

Die Dreharbeiten fanden zum Teil in Kallmuth in der Eifel sowie im Stadtteil Liedberg in Korschenbroich statt. In Kallmuth wurden vor allem die Außenaufnahmen rund um das Polizeirevier gedreht, das Set des Reviers wurde im Saal des Bürgerhauses aufgebaut. Der Turm der Kallmuther Kirche St. Georg ist im Vorspann der Serie zu sehen.
In der ersten Staffel wurde für Ortsansichten aus der Ferne auch wiederholt auf Scheven, einen Nachbarort von Kallmuth, zurückgegriffen. In der Folge Tödliche Nachbarschaft stolpert Hannes Haas über einen Blumenkasten vor der Schevener Kirche St. Apollinaris und Agatha. In Liedberg fanden zunächst die Szenen im fiktiven Gasthof Aubach im dortigen Alten Brauhaus statt.
Aus Kostengründen verzichtete man ab 2010 auf einen erneuten Dreh in Kallmuth und Liedberg und griff stattdessen für die Außenansichten auf älteres Material zurück. Alle weiteren Dreharbeiten fanden an verschiedenen Orten in der Eifel und außerhalb statt, etwa im Raum Düren, Niederdrees, Oberdrees, Bergheim, Rommerskirchen, Bornheim, Hürth, sowie in Altenberg, Overath und Much (alle drei im Bergischen Land). In Rommerskirchen-Nettesheim wurden in der dortigen Filiale der Volksbank die Szenen um die Hengascher Eifelbank gedreht. Der Gasthof Aubach ist als Gasthof Röttgen in Neunkirchen-Seelscheid zu finden. Vor dem Gasthof fanden auch die Dreharbeiten mit dem Männerchor Mohlscheid in der Folge „Einer muss singen“ statt.
Das Gebäude, das von der zweiten Staffel an als Polizeistation Hengasch dient, ist die alte Schule in Bornheim-Hemmerich. Die Polizeistation in Bad Münstereifel ist in Wirklichkeit das St. Michael-Gymnasium in Bad Münstereifel. Ein Innenhof in Bad Münstereifel-Iversheim diente als Drehort für den Laden mit der dekorativen Gartenkeramik in der Folge Terror in Hengasch. Der Laden der Frau Runkelbach, der in der Folge Saftladen zu sehen ist, befindet sich in Nettersheim-Tondorf.
Für die dritte Staffel fanden Dreharbeiten in Dormagen, Gummersbach, Bergisch Gladbach, Leichlingen und in Mayschoß, rund 35 Kilometer südwestlich von Bonn am Rande des Ahrgebirges statt. Dort wurde in dem Vier-Sterne-Hotel Lochmühle gedreht.
Im Bornheimer Ortsteil Walberberg war bereits die Serie Stromberg gedreht worden. Auch für Mord mit Aussicht wurde auf das dortige dörfliche Flair zurückgegriffen. Die Dreharbeiten um die Radarkontrolle in der Folge Henghasch wurden vor dem Dikopshof mit der Heilig-Kreuz-Kapelle zwischen Walberberg und Keldenich gedreht. Für die Folge Fingerübungen diente die Kitzburg in Walberberg als Kulisse.
Der Nettersheimer Hof in Nettersheim wurde als Drehort für Szenen in den Folgen Und ewig singt das Blaukehlchen sowie Der Schandbaum genutzt. In der Serie wurde er zum Zwiebelfelder Hof umfirmiert. In der Folge Blaukehlchen spielte eine weitere Szene in Blankenheim-Rohr, als Dietmar Schäffers Jugendliebe mit einem Bus das fiktive Hengasch verlässt. Die Szenen um die Gärtnerei Schönfelder wurden in der Blechhofsiedlung in Dormagen gedreht.
Die Johanneskapelle in Lindlar-Voßbruch diente als Drehort für die Marienkapelle im fiktiven Nachbarort Dümpelbach in der Folge Marienfeuer. Das Bordell Waldhaus Amore in der gleichnamigen Episode ist in Wirklichkeit der Swingerclub Die Eule in Ratingen-Hösel. Das Radioteleskop, um das sich die Folge Sonne, Mord und Sterne dreht, ist das Radioteleskop Effelsberg in Bad Münstereifel.
Das Archiv von Hengasch in der Folge Der letzte Vorhang ist in Wirklichkeit das Stadtarchiv von Rheinbach, besonders zu erkennen an der historischen Stadtkarte von Rheinbach im Hintergrund der Szene im Büro von Dr. Kredder. Das Forsthaus, das Hannes Haas für seine Tochter Sophie anmietet, ist das Heckhaus im gleichnamigen Ortsteil von Much. Es diente bereits mehrfach als Drehort. Als Wohnhaus der Familie Schäffer wurde zu Beginn der ersten Staffel ein Haus in Engelskirchen-Loope genutzt, das Haus aus späteren Folgen liegt in einem Vorort von Bergisch Gladbach.
Für die vierte Staffel wurde 2021 in Kürten-Olpe, Kürten-Delling und Fliesteden gedreht. Die Szenen um den Gutshof in der Folge Kartoffelking wurden in Rommerskirchen im Gut Barbarastein aufgenommen, wo auch schon in früheren Staffeln gedreht wurde.
Der Linienbus in Hengasch ist ein Saurer in gelb-roter Lackierung der Schweizer Post.

## Wiederkehrende Elemente
Die Serie wird von vielen Running Gags getragen. In den Staffeln 1–3 sind besonders oft vertreten:
- Die schwerhörige Rentnerin Frau Ziegler schlurft im Schneckentempo mit einer Gehhilfe durchs Dorf.
- Schäffer sagt häufig: „Mann, Mann, Mann, hier ist vielleicht wieder was los heute!“ – meist kurz nach Dienstbeginn, wenn das Telefon klingelt.
- Schäffer und Schmied sprechen den pensionierten Vorgänger immer noch mit „Chef“ an.
- Der Gynäkologe und Notfallarzt Dr. Bechermann stellt selbst bei offensichtlichen Mordfällen immer wieder die Diagnose „Herzinfarkt“.
- Der wiederkehrende Satz „Ist auch wichtig“, sobald Herr Schäffer oder Frau Schmied im Polizeirevier verbleiben müssen, während ihre Kollegen zum Einsatz dürfen.
- Wenn Sophie bei Lydia im Gasthof Aubach bezahlen muss, beträgt die Rechnung immer 13,80 Euro.

Auch nach der Neubesetzung der Hauptrollen ab Staffel 4 wurden einige der früheren Running Gags, wie die Seniorin Frau Ziegler und Dr. Bechermans Lieblingsdiagnose beibehalten. Gleichzeitig bringt das neue Team aber auch eigene wiederkehrende Elemente mit:
- Nachdem Gabler sich bei Dienstantritt zunächst ausführlich nach dem Befinden ihrer Kollegen Fuß und Dickel erkundigt, wird dies mit der Zeit auf ein einziges "Gut will ich hören!" verkürzt und löst so "Ist auch wichtig." als Catchphrase ab.
- Besonders der Krautsalat vom Imbiss-Besitzer Mehmet wird immer wieder als legendär bezeichnet.
- Immer wenn eine Leiche gefunden wird, kommentiert Marie dies mit dem Satz "Ne Leiche, wo?"
- Wenn Heino ans Telefon geht, begrüßt er stets mit den Worten "Kriminalwache Hengasch Apparat Fuß, Fuß am Apparat."

## Besondere Gastauftritte
In der Serie kommen einige Cameo-Auftritte vor:
- Bjarne Mädel spielte zuvor auch in der Serie Stromberg an der Seite von Christoph Maria Herbst. In Folge 3 (Fingerübungen) hat Herbst einen Cameo-Auftritt als Arzt: Mädel rennt in einem Krankenhaus die Treppe hinunter, trifft auf den Arzt, rennt kurz weiter, und beide sehen einander einige Sekunden lang verdutzt an, bevor Mädel weiterläuft.
- In Folge 38 Tod eines Roadies ist die Band Fraktus aus dem gleichnamigen Film Teil der Handlung, verkörpert von den damaligen Darstellern Jacques Palminger, Rocko Schamoni und Heinz Strunk. Die Regie dieser Folge hatte ebenfalls Lars Jessen – wie schon beim damaligen Film.

## Besetzung

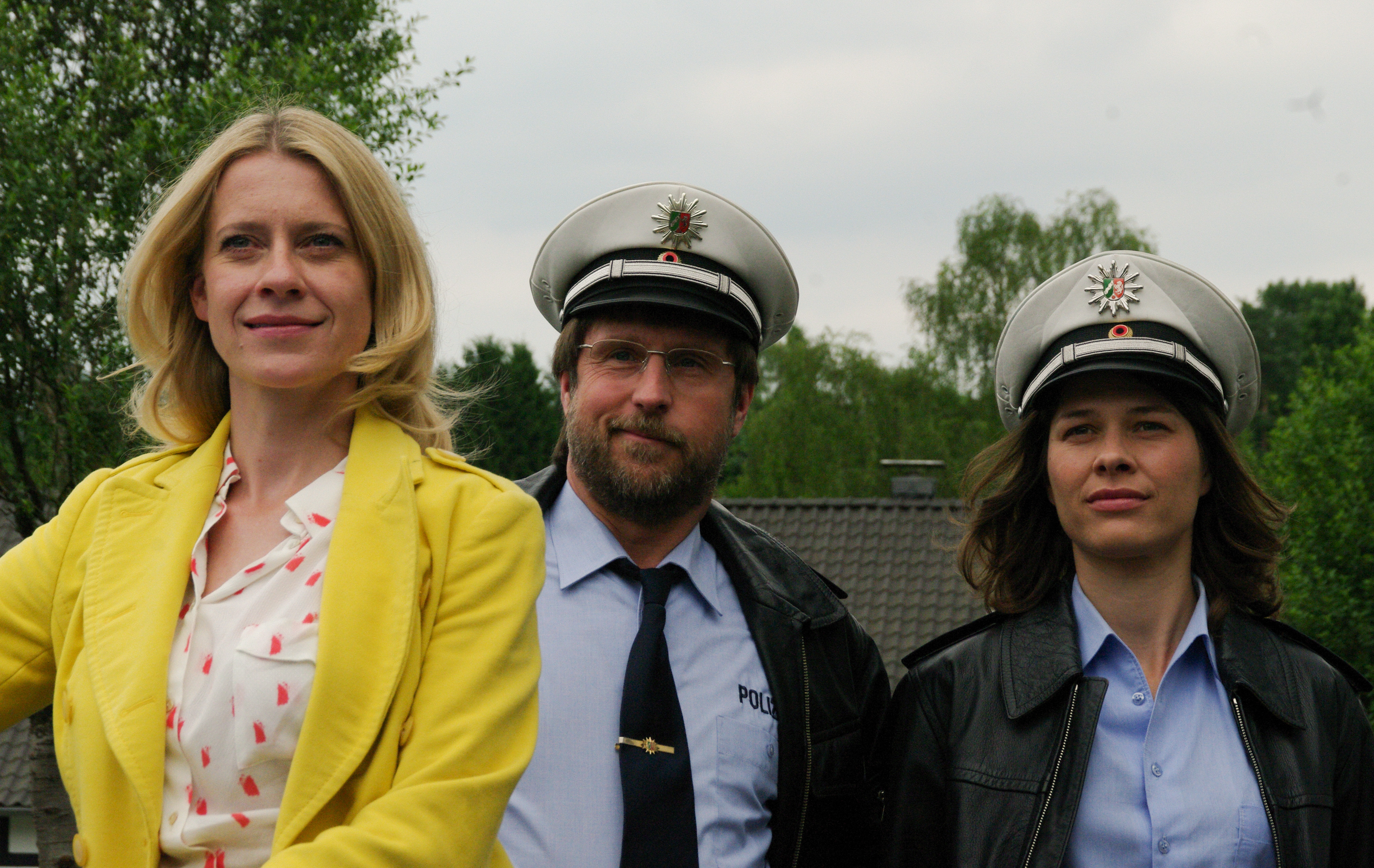
Die Originalbesetzung bei Dreharbeiten zur dritten Staffel

In den ersten drei Staffeln war das Team um Sophie Haas mit ihren Kollegen Dietmar Schäffer und Bärbel Schmied für die Aufklärung der Mordfälle in Hengasch zuständig. Verkörpert wurden die drei Hauptfiguren von Caroline Peters, Bjarne Mädel und Meike Droste. Nachdem die dritte Staffel abgedreht war, entstand eine acht Jahre lang dauernde Drehpause.
Schauspieler Mädel verließ nach der dritten Staffel die Serie. Am 27. Januar 2021 bestätigte die ARD eine Fortsetzung der Krimiserie, allerdings ohne das frühere Ermittlerteam. Ab der vierten Staffel übernahmen Katharina Wackernagel, Sebastian Schwarz und Eva Bühnen die Hauptrollen. Der Kosmos in und um Hengasch blieb der gleiche.

### Übersicht
● Hauptrolle, (N) Nebenrolle, (G) Gastrolle
| Rolle                  | Staffel 1 | Staffel 2 | Staffel 3 | Film | Staffel 4 | Staffel 5 |
| ---------------------- | --------- | --------- | --------- | ---- | --------- | --------- |
| Sophie Haas            | ●         | ●         | ●         | ●    |           |           |
| Marie Gabler           |           |           |           |      | ●         | ●         |
| Dietmar Schäffer †     | ●         | ●         | ●         | ●    |           |           |
| Bärbel Schmied         | ●         | ●         | ●         | ●    |           |           |
| Heike Schäffer         | ●         | ●         | ●         | ●    | ●         | ●         |
| Dr. Hannes Haas        | ●         | ●         | (G)       |      |           |           |
| Jan Schulte            |           |           | ●         | ●    |           |           |
| Heino Fuß              |           |           |           |      | ●         | ●         |
| Jennifer Dickel        |           |           |           |      | ●         | ●         |
| Hans "Hennes" Zielonka | (N)       | (N)       | (N)       | ●    | ●         | (●)       |

### Haupt- und Nebendarsteller
| Schauspieler          | Rolle           | Bemerkungen                                                                           | Folgen | Jahre |
| --------------------- | --------------- | ------------------------------------------------------------------------------------- | ------ | ----- |
| Petra Kleinert        | Heike Schäffer  | Hausfrau, Ehefrau von Dietmar Schäffer (Kosename „Muschi“), seit der 4. Staffel Witwe | 1–     | 2008– |
| Katharina Wackernagel | Marie Gabler    | Kriminalhauptkommissarin                                                              | 40–    | 2022– |
| Sebastian Schwarz     | Heino Fuß       | Polizeioberkommissar                                                                  | 40–    | 2022– |
| Eva Bühnen            | Jennifer Dickel | Kommissaranwärterin                                                                   | 40–    | 2022– |

| Schauspieler         | Rolle              | Bemerkungen | Folgen      | Jahre           |
| -------------------- | ------------------ | --- | ----------- | --------------- |
| Caroline Peters      | Sophie Haas        | Kriminalhauptkommissarin (Staffel 3); vorher Kriminaloberkommissarin                                                                                     | 1–39        | 2008–2014       |
| Bjarne Mädel         | Dietmar Schäffer † | Polizeioberkommissar (Staffel 3); vorher Polizeiobermeister (Kosename „Bär“), kommt bei einem Einsatz ums Leben                                          | 1–39        | 2008–2014       |
| Meike Droste         | Bärbel Schmied     | Polizeikommissarin (Staffel 3), vorher Polizeimeisterin, quittiert den Dienst                                                                            | 1–39        | 2008–2014       |
| Hans Peter Hallwachs | Dr. Hannes Haas    | Arzt (Orthopäde) i. R., Sophies Vater | 1–21, 25–27 | 2008–2013, 2014 |
| Johann von Bülow     | Jan Schulte        | Bürgermeister von Hengasch; vorher: Bürgermeisterkandidat; Lebensgefährte von Sophie Haas (in Staffel 3)                                                 | 28–39       | 2014            |
| Michael Hanemann     | Hans Zielonka      | Kriminalhauptkommissar a. D., Vorgänger auf Sophies Posten, Bürgermeisterkandidat, Schiedsmann (in Staffel 4) Wird in Folge 51 von Chinesen mitgenommen. | 1–51        | 2008–2024       |

| Schauspieler         | Rolle                | Bemerkungen                             | Folgen                                                           | Jahre            |
| -------------------- | -------------------- | --------------------------------------- | ---------------------------------------------------------------- | ---------------- |
| Patrick Heyn         | Dr. Arndt Bechermann | Gynäkologe und Notfallarzt von Hengasch | 2, 7, 10–11, 14, 16, 19–20, 22, 26, 28, 30–33, 35–36, 40–42, 45– | 2008–            |
| Friederike Frerichs  | Waltraud Runkelbach  | Lebensmittelhändlerin in Hengasch       | 8–40, 42–43, 45, 51                                              | 2010–            |
| Julia Schmitt        | Lydia Aubach         | Wirtin im Gasthof „Aubach“              | 14–40, 42–43, 45, 51                                             | 2012–            |
| Therese Dürrenberger | Frau Ziegler #2      | Rentnerin aus Hengasch                  | 40–43, 45                                                        | 2022–            |
| Johannes Rotter      | Blasius Puttermann   | Pfarrer                                 | 40, 42–43, 45                                                    | 2022–            |
| Felix Vörtler        | Arthur Brandt        | Feuerwehrchef                           | 1, 16, 24, 32, 40, 42–43, 45                                     | 2008–2013, 2022– |
| Michael Wittenborn   | Paul Schönfelder     | Gärtner                                 | 17, 32, 40                                                       | 2011–2013, 2022– |
| Cem-Ali Gültekin     | Mehmet Özdenizmen    | Imbissverkäufer                         | 40–42, 45–                                                       | 2022–            |
| Bennik Gehring       | Otmar „Otti“         | Heino Fuß’ Sohn                         | 40–43, 49, 51                                                    | 2022–            |
| Kai Schumann         | Gisbert Cremer       | Schweinebauer                           | 42–                                                              | 2022–            |
| Roland Riebeling     | Ewald Schlichting    | Müller                                  | 42, 46, 48-                                                      | 2022–            |

| Schauspieler       | Rolle             | Bemerkungen                                                                                                   | Folgen    | Jahre           |
| ------------------ | ----------------- | --- | --------- | --------------- |
| Max Gertsch        | Andreas Zielonka  | Sohn von Hans Zielonka, Kriminalkommissar aus Koblenz (Rheinland-Pfalz), mehrmals Anwärter auf Sophies Posten | 4–6 13–26 | 2008, 2010–2012 |
| Kulla Jossifidis   | Frau Ziegler      | Rentnerin aus Hengasch                                                                                        | 1–38      | 2008–2014       |
| Arnd Klawitter     | Dr. Jochen Kauth  | Tierarzt, Lebensgefährte und zeitweiliger Verlobter von Sophie Haas                                           | 3–39      | 2008–2014       |
| Karina Krawczyk    | Danuta Kosliki    | polnische Pflegerin und zeitweilige Lebensgefährtin von Dr. Hannes Haas                                       | 15–27     | 2012–2014       |
| Carmen-Maja Antoni | Irmtraud Schäffer | Mutter von Dietmar Schäffer                                                                                   | 29–39     | 2014            |
| Philipp Hauß       | Michael Frenken   | (Ex)-Freund von Bärbel Schmied, Täter in der 11. Folge der 2. Staffel                                         | 23–24     | 2013            |
| Heike Trinker      | Monique Willems   | Busfahrerin, Täterin in der 3. Folge der 4. Staffel                                                           | 40–42     | 2022            |

## Kritik
„Umso bemerkenswerter, wie es die Akteure trotzdem geschafft haben, ‚Mord mit Aussicht‘ zu einer originellen kleinen Schrulle im durchformatierten TV-Alltag zu machen. […] Den ARD-Verantwortlichen allerdings möchte man zurufen: weniger Angst vor Ecken und Kanten – und mehr Mut zur Eifel, bitte!“

„Bemerkenswert ist folgendes: […] der ARD gelingt es, aus dem Thema Langeweile äußerst unterhaltsame 45 Minuten zu produzieren, was nur zum Teil daran liegt, dass der Schauspieler Bjarne Mädel aus seiner anderen Serie Stromberg ein bisschen peinliche Stille mitgebracht hat. Und das ist die Überraschung: Nach den ambitionierten, aber dennoch öden Familienkrimiversuchen […] ist Mord mit Aussicht tatsächlich sehr kurzweilig. […] eine inspirierte, originelle, witzige und schön gespielte Serie […] Hoffentlich kommt sie noch öfter.“

„Im Eifelort Hengasch zu ermitteln ist keine Freude. Dabei zuzuschauen, wie Kommissarin Sophie Haas ihr Schicksal im schwärzesten Winkel von Nordrhein-Westfalen meistert, schon. Die ARD-Serie ‚Mord mit Aussicht‘ zelebriert eine Komik der Zeitlupe.“

„Lokalkolorit, schillernde Figurenkonstellationen und großartiger Slapstick machen ‚Mord mit Aussicht‘ zu einer der besten deutschen Serien. Etwas Vergleichbares haben weder HBO noch die BBC zu bieten, und ‚Stromberg‘ ist dagegen grobmaschig. Doch kann man auch nicht übersehen, dass die neue Staffel gelegentlich schwächelt. Vor allem die alte Detailfreude, die jede Einstellung zum Wimmelbild machte, fehlt immer häufiger.“

## Auszeichnungen
- Nominierung zum Deutschen Fernsehpreis 2008 in der Kategorie Beste Serie[101]
- Nominierung zum Adolf-Grimme-Preis 2009 in der Kategorie Fiktion[3]
- Jupiter Award 2011 als Beste TV-Serie Deutschland
- Roland – Filmpreis des Krimifestivals Tatort Eifel 2011[102]
- Nominierung zum Adolf-Grimme-Preis 2013 in der Kategorie Unterhaltung[103]
- Nominierung zum Adolf-Grimme-Preis 2016 für den Spielfilm Ein Mord mit Aussicht in der Kategorie Fiktion/Spezial[104]